# 숨은 사랑 찾기
《숨은 사랑 찾기》는 2003년 9월 19일에 MBC에서 방영한 베스트극장이다.

## 등장 인물

### 주요 인물
- 임성민 : 기영 역
- 정찬 : 영희 역 - 기영의 초등학교 동창
- 유열 : 준수 역 - 사진 스튜디오 선배

### 그 외 인물
- 이민재 : 선경 역 - 영희의 애인
- 이매리 : 유라 역 - 준수의 후배
- 정이란
- 강수정

### 우정출연
- 남성진 : 현식 역 - 기영의 짝사랑남

### 음성출연
- 나문희
- 기경옥